# Кендя (посёлок железнодорожного разъезда)
Кендя — посёлок железнодорожного разъезда в Ичалковском районе Республики Мордовия России. Входит в состав Гуляевского сельского поселения.

## История
Основан в начале XX века при строительстве учатка железно дороги Ромоданово — Лукоянов. Назван по селу Кендя на землях которого он был основан.

## Население
| 2002 | 2010 |
| ---- | ---- |
| 3    | ↘0   |

Национальный состав
Согласно результатам переписи 2002 года, в национальной структуре населения русские составляли 100 %